# Herz-Jesu-Kirche (Aschaffenburg)

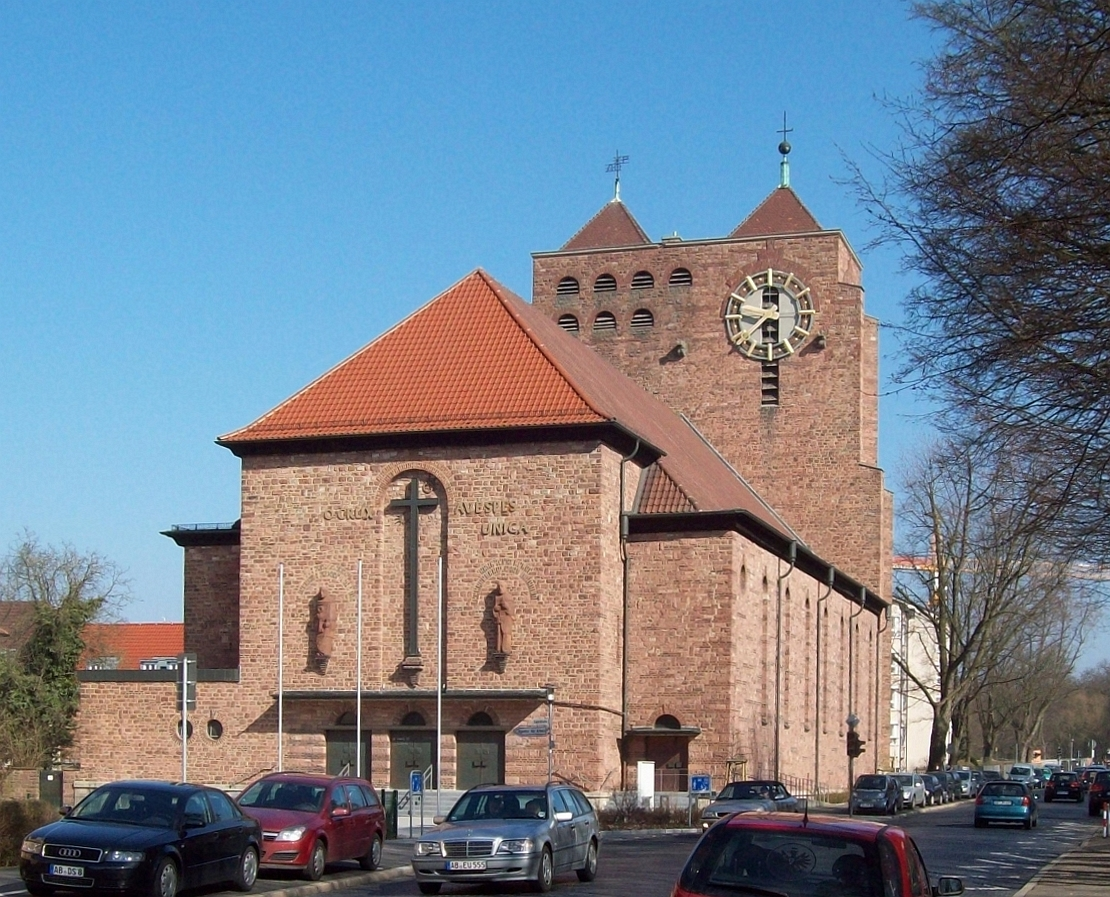
Herz-Jesu-Kirche Aschaffenburg 2011

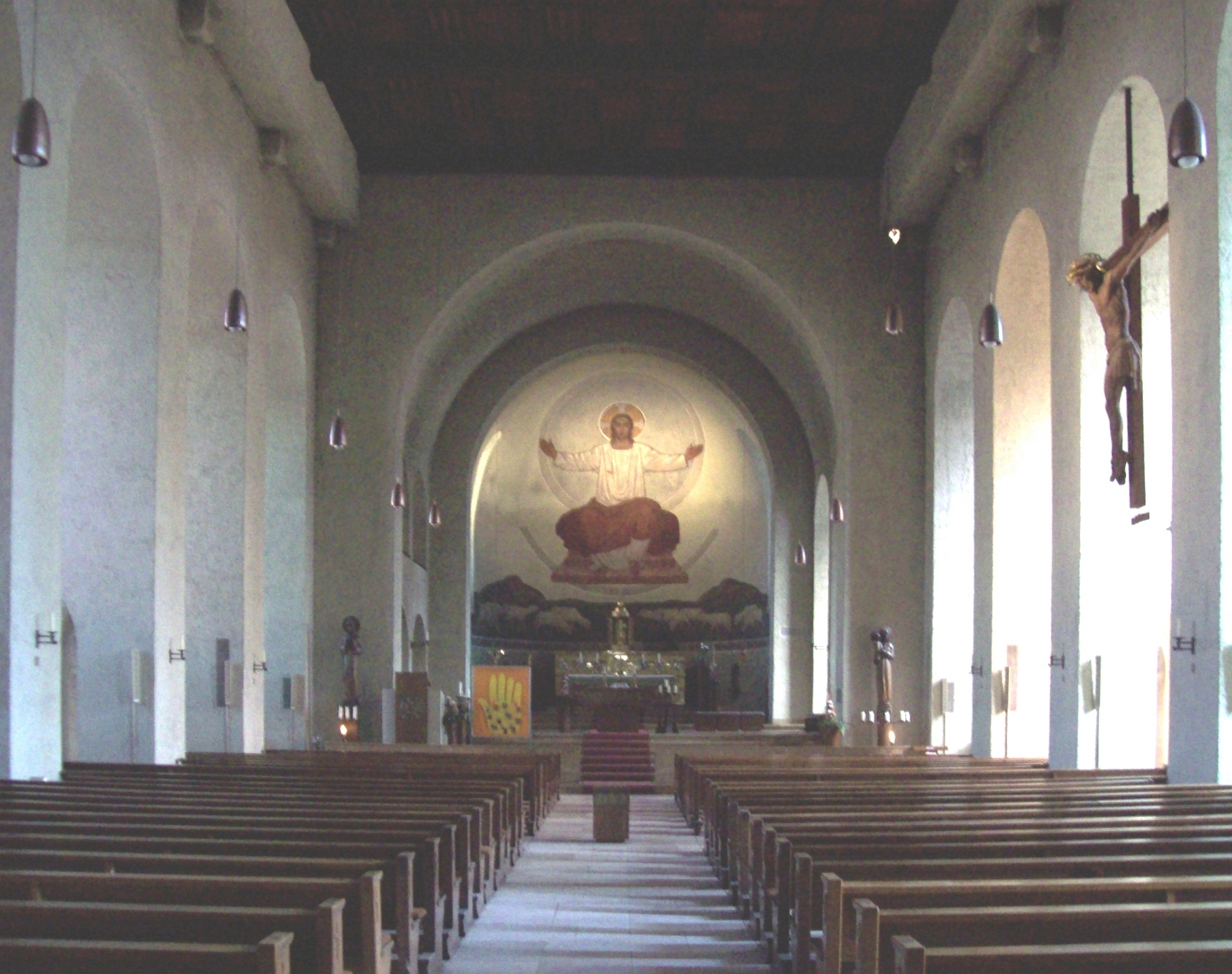
Inneres

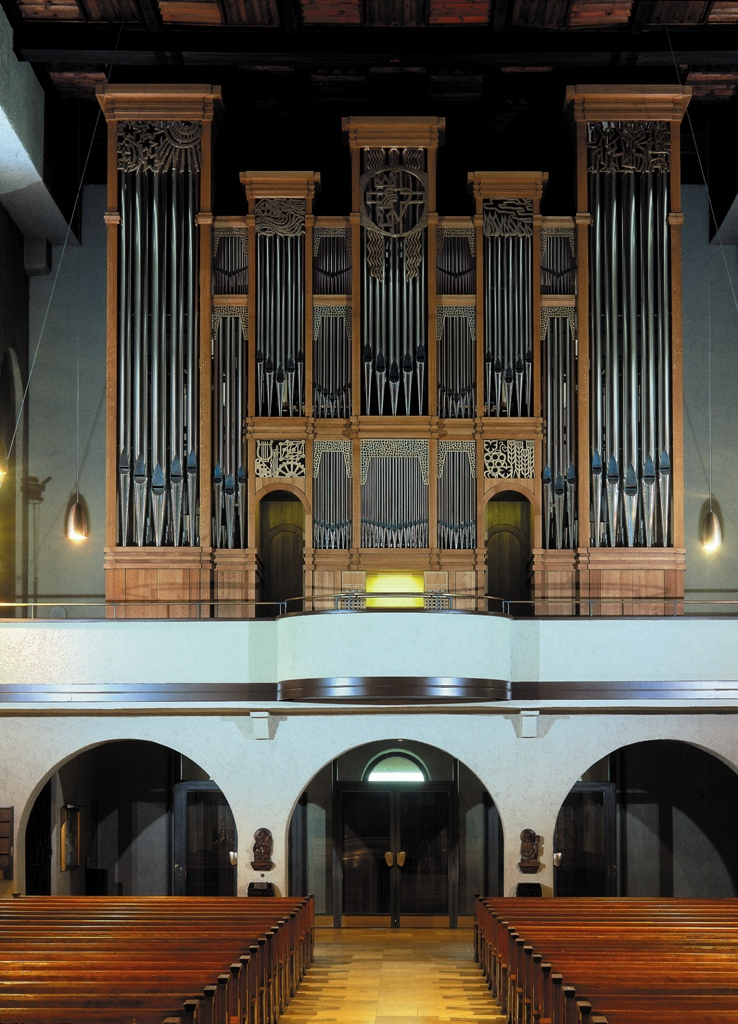
Vleugels Orgel

Die Herz-Jesu-Kirche wurde 1928/29 als katholische Pfarrkirche für den Stadtteil Österreicher Kolonie und den Ostteil der Stadt Aschaffenburg erbaut.

## Geschichte
Aufgrund der nach dem Ersten Weltkrieg stetig wachsenden Bevölkerung im östlichen Teil der Stadt, südlich der Bahnlinie Aschaffenburg-Würzburg und im neu erstandenen Wohngebiet Österreicher Kolonie bat Stadtpfarrer Max Jäger, in dessen Pfarrgebiet St. Agatha das neue Stadtviertel lag, Bischof Matthias Ehrenfried, eine Filialkirche zu errichten. Er gründete einen Kirchenbauverein, erwarb Grundstücke und beauftragte den Architekten Albert Boßlet mit dem Bau eines Pfarrhauses. 1926 wurde aus dem Kirchenbauverein Aschaffenburg-Ost der Kirchenbauverein Herz Jesu und Boßlet entwarf den Plan. Am 11. November 1928 erfolgte die Grundsteinlegung, und am 27. Oktober 1929 weihte Bischof Ehrenfried die neue Herz-Jesu-Kirche in Aschaffenburg. In den ersten Jahren wirkte der spätere Bischof von Würzburg, Josef Stangl, als Kaplan an der Herz-Jesu-Kirche. Sie ist im Stil einer „Kirchenburg“ mit Doppeltürmen gestaltet. Die Ausstattung besteht aus einem Marmoraltar mit einem vergoldeten Rundtabernakel, einer Christusdarstellung als guter Hirte im Chor, der Orgelempore sowie außen über dem Portal einem großen Holzkreuz.
Im Oktober 1944 wurde die Kirche bei einem Bombenangriff beschädigt. Beim großen Angriff auf die Stadt Aschaffenburg am 21. November 1944 wurde sie schwer getroffen, „die Westwand mit dem Eingang, Empore und Orgel sowie die Decke des Langhauses“ stürzten ein. Das Pfarrhaus wurde zerstört, Stadtpfarrer Gottfried Endres wurde im Keller verschüttet, konnte aber noch rechtzeitig ausgegraben werden. Bald nach Kriegsende wurde die Kirche wiederaufgebaut.

## Orgel
Die 1995 eingebaute Orgel ist eine „Domorgel“, wie sie ihr Erbauer Hans Georg Vleugels in der Festschrift zur Weihe der Herz-Jesu-Kirche am 22. Oktober 1995 bezeichnet. Sie besitzt Schleifladen, eine mechanische Spiel- und elektrische Registertraktur und eine eingebaute Spielkonsole. Die Normalkoppeln sind mechanisch und elektrisch, III 4’, III 4’/Pedal, Walze 1+2 mit elektronischem Setzer und Sequenzer. Die Nebenregister beinhalten Zimbelstern, Glockenspiel, Tympan und Vogelsang. Das Gehäuse besteht aus Eichenholz.
Durch ihre reichhaltige Disposition ist sie eine Konzertorgel, wie sich schon in zahlreichen großen Konzerten erwiesen hat.
| I Hauptwerk C–a3 |                   |        |
| 1.               | Praestant         | 16′    |
| 2.               | Principal         | 8′     |
| 3.               | Viola di Gamba    | 8′     |
| 4.               | Flöte harmonique  | 8′     |
| 5.               | Gedackt           | 8′     |
| 6.               | Unda maris        | 8′     |
| 7.               | Octave            | 4′     |
| 8.               | Spitzflöte        | 4′     |
| 9.               | Quinte            | 2 3⁄4′ |
| 10.              | Superoctave       | 2′     |
| 11.              | Mixture major III | 2′     |
| 12.              | Mixtura minor III | 1′     |

| II Positiv |                |        |
| 13.        | Liebl. Gedackt | 16′    |
| 14.        | Principal      | 8′     |
| 15.        | Rohrflöte      | 8′     |
| 16.        | Salicional     | 8′     |
| 17.        | Praestant      | 4′     |
| 18.        | Blockflöte     | 4′     |
| 19.        | Vox angelica   | 4′     |
| 20.        | Quintflöte     | 2 3⁄4′ |
| 21.        | Waldflöte      | 2′     |
| 22.        | Terzflöte      | 1 3⁄5′ |
| 23.        | Larigot        | 1 ⁄3′  |
| 24.        | Sifflöte       | 1′     |
| 25.        | Cymbel II-III  | 1′     |
| 26.        | Krummhorn      | 8′     |
|            | Tremulant      |        |

| III Schwellwerk |                       |        |
| 27.             | Bourdon               | 16′    |
| 28.             | Geigenprincipal       | 8′     |
| 29.             | Gedacktflöte          | 8′     |
| 30.             | Viola                 | 8′     |
| 31.             | Vox coelestis         | 8′     |
| 32.             | Fugura                | 8′     |
| 33.             | Querflöte             | 4′     |
| 34.             | Nasard                | 2 ⁄3′  |
| 35.             | Flageolet             | 2′     |
| 36.             | Violine               | 2′     |
| 37.             | Terz                  | 1 3⁄5′ |
| 38.             | Piccolo               | 1′     |
| 39.             | Harmonia aetherea III |        |
| 40.             | Fagott                | 16′    |
| 41.             | Trompete harm.        | 8′     |
| 42.             | Oboe                  | 8′     |
| 43.             | Clarine harmonique    | 4′     |
|                 | Tremulant             |        |

| IV Bombardwerk |            |     |
| 44.            | Bourdon    | 8′  |
| 45.            | Praestant  | 4′  |
| 46.            | Cornet V   | 8′  |
| 47.            | Bombarde   | 16′ |
| 48.            | Trompete   | 8′  |
| 49.            | Clarine    | 4′  |
| 50.            | Vox humana | 8′  |
| 51.            | Clarinette | 8′  |
|                | Tremulant  |     |

| Pedal C–g1 |               |     |
| 52.        | Untersatz     | 32′ |
| 53.        | Principalbaß  | 16′ |
| 54.        | Subbaß        | 16′ |
| 55.        | Violonbaß     | 16′ |
| 56.        | Octavbaß      | 8′  |
| 57.        | Flötbaß       | 8′  |
| 58.        | Cello         | 8′  |
| 59.        | Tenoroctave   | 4′  |
| 60.        | Hintersatz IV |     |
| 61.        | Tuba          | 32′ |
| 62.        | Posaune       | 16′ |
| 63.        | Trompete      | 8′  |

## Glocken
Vom Turm der Herz-Jesu-Kirche in Aschaffenburg läuten heute fünf Glocken. Ursprünglich hingen vier Glocken in der Glockenstube, die allerdings bis auf die kleinste während des Zweiten Weltkriegs entwendet wurden.
Die Glockengießerei Schilling machte 1955 den Vorschlag, die ganze Glockenstube mit Glocken zu füllen, scheiterte aber an der Finanzierung.
So wurden fünf Bronzeglocken 1956 von der Glockengießerei Otto in Bremen-Hemelingen gegossen. Sie lösten 1956 die einzige vom Krieg verbliebene, auf fis gestimmte Petrus-Canisius-Glocke ab.
Insgesamt hat das Geläut über 14 Tonnen und ist das tontiefste Geläut von Aschaffenburg mit dem Tonmotiv Te Deum. Ebenso ist das Tonmotiv Salve Regina enthalten. Die Glocken haben einen angenehmen warmen Klang, der weit zu hören ist und sich in den Klangteppich (Plenumsgeläut) der Aschaffenburger Glocken sehr gut einfügt. Die Klangarkaden sind in der Art der Klangarkaden an der von Dominikus Böhm entworfenen und 1929 bis 1931 erbauten katholischen Klosterkirche St. Kamillus (Mönchengladbach) gestaltet.
Von der kleinsten Glocke aufsteigend:
| Nr. | Name                        | Durchmesser (mm) | Masse (kg) | Schlagton |
| 1   | Antoniusglocke              | 960              |            | a1        |
| 2   | Josefsglocke                | 1100             |            | fis1      |
| 3   | St. Kilian, Kolonat, Totnan | 1281             |            | e1        |
| 4   | Herz-Maria-Glocke           | 1438             |            | d1        |
| 5   | Herz-Jesu-Glocke            | 1711             |            | h0        |